# Paridade put-call
Em matemática financeira, a paridade put–call define uma relação entre o preço de uma opção de compra (call) e uma opção de venda (put) europeias — ambas com o mesmo preço de exercício e vencimento, cujo ativo subjacente é suficientemente líquido, na ausência de oportunidades de arbitragem. Na ausência de liquidez, é suficiente a existência de um contrato futuro. A paridade put-call é verificada na presença de suposições mínimas, menos restritivas do que as requeridas pelo teorema Black-Scholes e outros modelos financeiros comumente usados.

## Derivação
Faremos as opções são sobre ações bastante negociadas, mas a paridade pode ser demonstrada para qualquer ativo subjacente negociável. A possibilidade de compra e venda a qualquer instante é crucial para o argumento de “não-arbitragem” abaixo.
Primeiramente note que supondo a ausência de oportunidades de arbitragem, dois portfolios que sempre geram o mesmo payoff em um instante T devem ter o mesmo valor em qualquer instante intermediário. Para provar, suponhas que em algum instante de tempo  t antes de T, um portfolio esteja mais barato que o outro. Então alguém poderia comprar (ficar em posição comprada) o portfolio mais barato e vender (posição vendida) o mais caro. Em T, nosso portfolio global, composto pela soma dos dois portfolios, para qualquer preço da ação subjacente, teria valor zero. E o lucro obtido em t é, portanto, um lucro livre de risco, mas isso viola a suposição de não-arbitragem.
Derivaremos a paridade put-call criando dois portfolios com o mesmo payoff e invocando o princípio acima.
Considere uma opção de compra e de venda com o mesmo exercício K com vencimento para a mesma data T sobre alguma ação S, que não paga dividendo. Assumimos a existência de um título que pague um dólar na data do seu vencimento em T.  O preço do título pode ser aleatório (como o da ação) mas deve ser igual a 1 no vencimento.
Seja o preço de S na data t: S(t). Agora monte um portfolio comprando uma call C e vendendo uma put P com o mesmo vencimento T e preço de exercício K. O payoff por esse portfolio S(T) - K. Agora monte um Segundo portfolio comprando uma ação e tomando emprestado K títulos.  Note que o payoff do Segundo portfolio também é dado por S(T) - K na data T, uma vez que a ação comprada por S(t) valerá S(T) e os títulos tomados emprestado valerão K.
Observando que payoffs idênticos implica que ambos portfolios devem ter o mesmo preço em qualquer instante {\displaystyle t}, a seguinte relação existe entre o valor dos vários instrumentos:
{\displaystyle C(t)-P(t)=S(t)-K\cdot B(t,T)\,}
em que
{\displaystyle C(t)}é o valor da call no instante {\displaystyle t},
{\displaystyle P(t)} é o valor da put,
{\displaystyle S(t)} é o valor da ação,
{\displaystyle K} é o preço de exercício, e
{\displaystyle B(t,T)} o valor do título com vencimento em {\displaystyle T}. Se uma ação paga dividendos, eles devem ser inclusos em {\displaystyle B(t,T)}, porque preços de opções tipicamente não são ajustados para dividendos ordinários.
Note que o lado direito da equação também representa o preço de se comprar um contrato a termo  sobre a ação com preço de entrega K. Assim, uma forma de se ler a equação é que o portfolio composto por uma posição comprada numa call e vendida numa put é o mesmo que estar comprado num contrato a termo. Em particular, se o ativo subjacente não for negociável mas existirem contratos a termo sobre ele, podemos substituir o lado direito da equação pelo preço do contrato a termo.
Se a taxa de juros do título, {\displaystyle r}, for mantida constante, então
{\displaystyle B(t,T)=e^{-r(T-t)}\,}.
Assim, não havendo oportunidades de arbitragem, a relação acima – paridade put-call – se mantém, para quaisquer três preços dados, podemos calcular o preço do quarto.
Note: {\displaystyle r} se refere à “força dos juros”, que é aproximadamente igual taxa anual afetiva para taxas pequenas. No entanto, é preciso cuidado com essa aproximação, especialmente para taxas e períodos maiores. Para determinar {\displaystyle r}, use {\displaystyle r=ln(1+i)}, em que {\displaystyle i} é a taxa efetiva anual.
No apreçamento de opções européias sobre ações que paguem dividendos conhecidos que serão pagos ao longo da “vida” da opção, a fórmula passa a ser:
{\displaystyle C(t)-P(t)+D(t)=S(t)-K\cdot B(t,T)\,}
em que D(t) representa o valor total dos dividendos de uma ação a serem pagos ao longo do restante da “vida” das opções, trazidos a valor presente. Essa fórmula pode ser derivada de maneira similar a da fórmula acima, com a modificação que um portfolio consiste em ficar numa posição comprada na call e vendida na put, e D(T) títulos em que cada um paga 1 dólar no vencimento T (o título valerá D(t) em t); o outro portfolio é o mesmo – comprado numa ação e vendido em K títulos que pagam cada um 1 dólar em T. A diferença é que em T, a ação não apenas valerá S(T) mas terá pago D(T) em dividendos.
Podemos reescrever a equação como:
{\displaystyle C(t)-P(t)=S(t)-K\cdot B(t,T)\ -D(t),}
Note que o lado direito da equação é o preço de um contrato a termo sobre a ação com preço de entrega K, como antes.
Há ainda outra maneira de se pensar – e escrever – a relação básica entre puts e calls:
{\displaystyle C(t)+K\cdot B(t,T)=P(t)+S(t)\,}
Ambos os lados tem payoff dado por max(S(T), K) em um dado T, então isso fornece outra forma de outra forma de provar a paridade put-call. O lado direito é o valor de um portfolio, uma put de proteção, que é uma posição comprada numa put e numa ação. O lado esquerdo é o valor de uma call fiduciária, que é uma posição comprada numa call  e títulos suficientes para comprar ações em T se a call for exercida.
Predefinição:Mercado de Derivativos